# United-Air-Lines-Flug 624
Am 17. Juni 1948 stürzte auf dem United-Air-Lines-Flug 624 (Flugnummer: UA624) eine Douglas DC-6 im Flug im Columbia County, Pennsylvania ab. Bei dem Unfall kamen alle 43 Menschen an Bord ums Leben. Als Unfallursache wurde eine Vergiftung der Cockpitbesatzung mit Kohlendioxid im Sinkflug festgestellt.

## Flugzeug und Insassen
Bei der auf Flug 624 eingesetzten Maschine handelte es sich um eine Douglas DC-6, die ihren Erstflug im Vorjahr absolviert hatte. Die DC-6 war zu diesem Zeitpunkt ein neues Flugzeugmuster, das erst zwei Jahre vor dem Unfall eingeführt wurde. Bei dem verunfallten Flugzeug handelte es sich um die 12. endmontierte DC-6 aus laufender Produktion, es trug die Werksnummer 42871. Die Maschine wurde ein Jahr zuvor an United Air Lines ausgeliefert und war mit vier Triebwerken des Typs Pratt & Whitney R-2800 ausgestattet. Sie wurde auf den Namen Mainliner Utah getauft und trug das Luftfahrzeugkennzeichen NC37506. Zum Zeitpunkt des Unfalls hatte die Maschine eine Betriebsleistung von 1245 Flugstunden.
Es befanden sich 39 Passagiere und 4 Besatzungsmitglieder an Bord.

## Unfallhergang
Der Flug sollte vom Lindbergh Field in San Diego zum LaGuardia Airport in New York City führen. Es waren Zwischenstopps auf dem Flughafen Los Angeles und dem Flughafen Chicago vorgesehen. Die Maschine absolvierte die ersten beiden Flugabschnitte ohne besondere Vorkommnisse. Kurz nachdem die Piloten einen ersten Sinkflug im Anflug auf New York durchführten, leuchtete eine Kontrolllampe auf, die vor einem Brand im Frachtabteil warnt. Obwohl sich dies später als Fehlalarm herausstellte, entschied sich die Besatzung, CO2 ins Frachtabteil einzuleiten, um einen möglichen Brand zu ersticken.
Das übliche Prozedere sah vor, dass vor dem Entleeren der CO2-Behälter das Ablassventil für den Kabinendruck geöffnet werden sollte, damit Ansammlungen des Gases in der Kabine und dem Cockpit ausgelüftet werden konnten. Es gab keine Anzeichen dafür, dass die Besatzung diesen Schritt unternommen hätte. Folglich strömte das CO2 aus dem vorderen Frachtabteil ins Cockpit und machte die Besatzung teilweise handlungsunfähig. Die Piloten leiteten noch einen Notsinkflug ein, bevor sie das Bewusstsein verloren. Im Sinkflug verfing sich die Maschine nahe Aristes, Pennsylvania in Hochspannungsleitungen sowie einem 66.000-Volt-Transformator, stürzte auf einen bewaldeten Hügel und brannte aus.

## Opfer
Bei dem Absturz kamen alle 43 Menschen an Bord ums Leben. Prominente Opfer waren der Broadway-Impresario Earl Carroll und seine Lebensgefährtin, die Schauspielerin Beryl Wallace, der Herausgeber der Männermodezeitschrift Collier’s Weekly und Gründer des Esquire-Magazins, Henry L. Jackson, und Venita Varden Oakie, die Ex-Ehefrau von Jack Oakie.

## Unfallursache
Die Unfalluntersuchung wurde durch das Civil Aeronautics Board durchgeführt. Dieses stellte fest, dass die Ursache des Unfalls eine Handlungsunfähigkeit der Besatzung, verursacht durch Kohlendioxidansammlungen im Cockpit, gewesen war. Ferner stellten die Ermittler fest, dass es sich bei der Feuerwarnung im Frachtabteil um einen Fehlalarm gehandelt hatte.

## Kontext
Zum Zeitpunkt des Unfalls handelte es sich um den zweiten tödlichen Zwischenfall mit einer Douglas DC-6. Der erste Unfall mit diesem Flugzeugtyp, der Zwischenfall auf United-Air-Lines-Flug 608 ein Jahr zuvor, hatte jedoch noch mehr Todesopfer gefordert.